# Елховоозёрское сельское поселение
Елховоозёрское се́льское поселе́ние — муниципальное образование в составе Цильнинского района Ульяновской области. Административный центр — село Елховое Озеро.

## География
Граница Елховоозерского сельского поселения проходит с севера на юго-запад по административной границе с Ульяновским районом по руслу реки Свияга — 12 км, на запад в 3 км до пересечения с федеральной автодорогой «Казань-Ульяновск», на запад — 2 км до пересечения с железной дорогой, на юг — 3,5 км вдоль железной дороги, на запад в 3 км южнее с. Сухая Бугурна — 2,5 км, далее на север — 11 км по лесополосам до пересечения с административной границей Республики Татарстан в 3 км севернее с. Мокрая Бугурна, далее на северо-восток по совместной границе Ульяновской области и Республики Татарстан — 12 км до реки Цильна (в 1 км восточнее д. Александровка), по реке Цильна, являющейся административной границей с Республикой Татарстан, на восток — 93,5 км, далее по лесополосам на восток — 6 км до пересечения с рекой Свияга, на юго-запад по реке Свияга — 1 км по административной границе с республикой Татарстан до пересечения с административной границей Ульяновского района Ульяновской области.

## История
Статус и границы сельского поселения установлены Законом Ульяновской области от 13 июля 2004 года № 043-ЗО «О муниципальных образованиях Ульяновской области».

## Население
| 2010  | 2012  | 2013  | 2014  | 2015  | 2016  | 2017  |
| ----- | ----- | ----- | ----- | ----- | ----- | ----- |
| 1714  | ↘1704 | ↘1666 | ↘1662 | ↘1630 | ↘1612 | ↘1577 |
| 2018  | 2019  | 2020  | 2021  |       |       |       |
| ↘1554 | ↘1526 | ↘1522 | ↘1426 |       |       |       |

## Состав сельского поселения
В состав поселения входят 6 населённых пунктов: 3 села, 1 деревня, 1 посёлок и 1 разъезд.
| № | Населённый пункт | Тип населённого пункта       | Население |
| - | ---------------- | ---------------------------- | --------- |
| 1 | Александровка    | деревня                      | 0         |
| 2 | Буденновка       | посёлок                      | 5         |
| 3 | Елховое          | разъезд                      | 2         |
| 4 | Елховое Озеро    | село, административный центр | 745       |
| 5 | Кайсарово        | село                         | 399       |
| 6 | Кундюковка       | село                         | ↘563      |